# Brajenka, Cerneahiv
Brajenka (în ucraineană Браженка) este un sat în comuna Seleț din raionul Cerneahiv, regiunea Jîtomîr, Ucraina.

## Demografie
Componența lingvistică a localității Brajenka
     Ucraineană (98,44%)
     Rusă (1,56%)
Conform recensământului din 2001, majoritatea populației localității Brajenka era vorbitoare de ucraineană (98,44%), existând în minoritate și vorbitori de rusă (1,56%).